# Gargantas de Escuaín

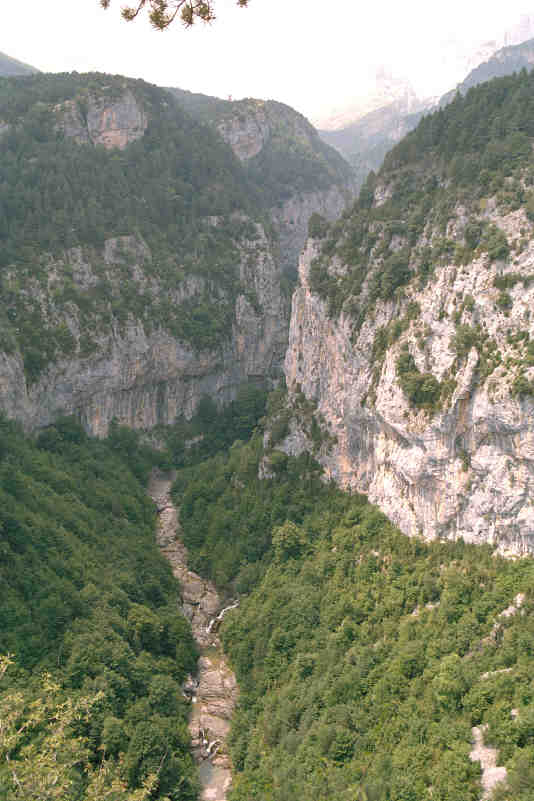
Gargantas de Escuaín en su tramo final desde el Mirador de Revilla. Se distingue el nacedero de las Fuentes de Escuaín o Fuente de Los Viveros.

Las Gargantas de Escuaín o del río Yaga se sitúan en el Pirineo Aragonés, al sureste del macizo calcáreo de Monte Perdido, entre el Valle de Pineta al norte, del que lo separa la Sierra de las Tucas, y el Cañón de Añisclo al oeste, del que lo separa la cresta Cuello Viceto - Sestrales.
Las Gargantas de Escuaín forman parte del parque nacional de Ordesa y Monte Perdido, dentro del macizo de Monte Perdido, junto con el Valle de Ordesa, el Cañón de Añisclo y la cabecera del Valle de Pineta.
La cuenca del río Yaga se inicia en el Collado de Cuello Viceto y en el Circo glaciar de Gurrundué, para pronto encajonarse en una profunda diaclasa que constituye propiamente las Gargantas de Escuaín junto con otros barrancos secundarios —Carcil, Forcallo, Lugar, Garganta, Angonés y Consusa— que vierten sus aguas por ambas vertientes a lo largo de los cuatro kilómetros de la misma. Justo debajo de las localidades de Escuaín y de Revilla, una a cada lado del final de la Garganta, el río Yaga se abre en un valle más amplio para terminar tributando su caudal al río Cinca a través de las Gargantas de Estaronillo y Miraval.

## El curioso fenómeno subterráneo del modelado kárstico
La morfología kárstica del terreno ha originado (entre otras) una red de cavidades subterráneas en forma de Y, conocidas como el Sistema de las Fuentes de Escuaín y que son las segundas más importantes de Aragón por sus 1.151 metros de desnivel y un desarrollo de 7.140, después del Sistema Arañonera en Torla-Ordesa. Se trata de tres simas que confluyen en la zona denominada “La Turbina”, y que son: B-15 Sima de los Planos de Revilla, B-7 Meandrico de Gurrundué y B-1 Fuentes de Escuaín o Fuente de Los Viveros. Esta última sale a la superficie en el fondo de la Garganta de Escuaín (1.065), un poco antes de la desembocadura del Barranco de Angonés en el río Yaga, dando lugar al mayor suministro de caudal hídrico.

## Flora y vegetación del Valle de Escuaín
Para más información sobre la flora y la vegetación del valle de Escuaín y del parque nacional al que pertenece consúltese: